# 위헌제청신청 기각 후의 재신청 사건
위헌제청신청 기각 후의 재신청 사건(2007.7.26. 2006헌바40 [각하])은 유명 대한민국의 헌법재판소 판례이다.

## 사실관계
청구인은 소유한 부동산의 매각허가결정이 내려지자 즉시항고하였으나 법원은 즉시 항고의 항고장을 각하하였다. 이에 즉시항고를 제기(2005라146)함과 동시에 위 항고장 각하결정의 근거가 된 민사집행법 제130조 제3항에 대하여 위헌법률심판제청신청(2005카기909)을 하였으나 모두 기각되었다(이 때에는 헌법소원심판을 청구하지 아니하였다). 청구인들은 다시 대법원에 재항고를 제기(2006마16)하는 한편 다시 민사집행법 제130조 제3항에 대하여 위헌법률심판제청신청(2006카기7)을 하였으나 2006. 3. 29. 모두 기각되자 헌법소원심판을 청구하였다.

## 관련조문
민사집행법 제130조 3항 매각허가결정에 대하여 항고를 하고자 하는 사람은 보증으로 매각대금의 10분의 1에 해당하는 금전 또는 법원이 인정한 유가증권을 공탁하여야 한다.

## 결론
이 사건 심판청구를 각하한다.

## 이유
헌법재판소법 제68조 저2항은 법률의 위헌여부심판의 제청신청이 기각된 때에는 그 신청을 한 당사자는 헌법재판소에 헌법소원심판을 청구할 수 있으나 다만 이 경우 그 당사자는 당해 사건의 소송절차에서 동일한 사유를 이유로 다시 위헌여부심판의 제청을 신청할 수 없다고 규정하고 있는바， 이 때 당해 사건의 소송절차란 당해 사건의 상소심 소송절차를 포함한다 할 것이다.

## 참고 문헌
- 헌법재판소 판례 2007.7.26. 2006헌바40 [각하]
- p 809~810, 정회철, 중요헌법재판소 판례 200, 여산, 2013.

## 같이 보기
- 경매

8 항고